# كريمات السيد
كريمات السيد أستاذة جامعية، عالمة بلورات، ونصيرة تعليم المرأة. وهي أستاذة جامعية في علم البلورات بجامعة عين شمس.

## السيرة الشخصية
كان والد كريمات مدرس لغة عربية؛ أخوتها أطباء وعلماء. كان والدها متفتح بالنسبة لشغفها للدراسة لكن والدتها كانت قلقة حيال سمعة العائلة بعد دراسة الرياضيات والفيزياء بجامعة عين شمس. أكملت كريمات شهادة الدكتوراة في جامعة لندن تحت إشراف كاثلين لونسديل عام 1965 . ومع توجيهات كاثلين لونسديل أتاح لها تصحيح الاهتزاز الذري للمواد مع ملاحظة التوسع لتلك المادة الناتج عن زيادة درجة الحرارة. وعلى مستوى شخصى كريمات تعطى كاثلين الفضل لمعرفتها كيفية عمل توازن بين العائلة والعمل.
عادت كريمات إلى مصر وتزوجت من فيزيائي أخر وأنجبوا ثلاثة أطفال. إلا أن كريمات ترى أن عمل المرأة يجب أن يكون موضع الاهتمام الأساسي، كما أنها تشعر بالقلق تجاه النساء الأصغر سناً الذين يتطلعن إلى الزواج والأسرة. وتؤكد أنهم سيصابون بخيبة أمل. قامت بأبحاث بعد الدكتوراة درست الشوائب الصغيرة الموجودة في المعادن الذي كان شئ مهم كاكتشاف الترانزسورات وكيف لهذه الإضافات الصغيرة للمادة تغير جذرياً من خصائصها.
الناشطة المصرية لحقوق المرأة «هدى شعراوى كانت رمزاً للحرية، لكن ماري كوري كانت رمزاً للعلوم ذلك ما رأيته. ولقد كانوا في ذهني كل يوم،» كريمات السيد. التي أسست قسم الفيزياء للمرأة في جامعة الملك عبد العزيز (1975). وتقول أنها «أول مصرية تسافر لمؤتمر خارج القاهرة». وكانت رئيسة الاتحاد الدولى للبلورات، شعبة التعليم لثلاثة سنوات، ورئيسة اللجنة المصرية للبلورات في 2014 العام العالمي للبلورات. وتتضمن جوائزها جائزة لوريال يونيسكو للنساء الحائزات على التقدير العلمي (2003). تمنح هذه الجائزة 100.000 دولار للنساء القياديات في كل قارة. وكريمات السيد واحدة من خمس نساء عربيات حصلن على هذه الجائزة من بين عام 1998 و 2010 .
كريمات السيد لديها رؤية قوية عن دور المرأة في العلوم وتُوضح الأرقام أن غالبية العلماء الذين يعملون في المواد. الذين قاموا ببراءات اختراع، هم من النساء. وحاضرت كريمات لنساء أصغر سناً عن بطلتها ماري كوري وقدمت نفسها كنموذج بديل.